# Baltonsborough
Baltonsborough è un villaggio e una parrocchia civile inglese nel distretto di Mendip, nel Somerset. Secondo il censimento del 2011 la parrocchia contava 864 abitanti. La parrocchia, oltre al villaggio di Baltonsborough, comprende anche le borgate (hamlet) di Ham Street, Catsham e Southwood.

## Monumenti e luoghi d'interesse

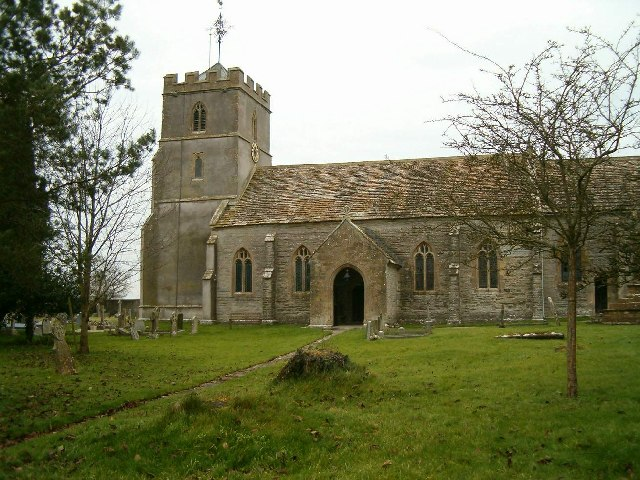
Chiesa di San Dunstano a Baltonsborough

- Chiesa di san Dunstano, risalente al XV secolo